# Tomoya Fukuda
Tomoya Fukuda (japanisch 福田 友也 Fukuda Tomoya; * 10. September 1992 in der Präfektur Saitama) ist ein japanischer Fußballspieler.

## Karriere
Fukuda erlernte das Fußballspielen in der Schulmannschaft der Shochi Fukaya High School und der Universitätsmannschaft der Kokushikan-Universität. Seinen ersten Vertrag unterschrieb er 2016 bei FC Machida Zelvia. Der Verein spielte in der zweithöchsten Liga des Landes, der J2 League. 2017 wechselte er zum Drittligisten Grulla Morioka (heute: Iwate Grulla Morioka). Für den Verein absolvierte er 98 Ligaspiele. 2020 wechselte er zu Shinagawa CC Yokohama.